# Frederick C. Bock
Frederick Carl Bock (18. januar 1918 – 25. august 2000) var en pilot, som tog del i atombombningen af Nagasaki under 2. verdenskrig. Bock fløj B-29 Superfortress flyet The Great Artiste som blev brugt til videnskabelig observation af effekterne af atomvåbnet.
Det fly som smed Fat Man – som atombomben var blevet døbt – blev kaldt Bockscar da det normalt blev fløjet af Frederick Bock. De to mandskaber byttede fly kort før de gik i luften og major Charles Sweeney lettede med Bockscar, sammen med The Great Artiste og et andet fly.